# Fernando Quirarte
Fernando "Sheriff" Quirarte Gutiérrez (nació el 17 de mayo de 1956 en Guadalajara, Jalisco), es un exfutbolista, entrenador y analista de televisión mexicano. 
Jugaba como defensa central; debutó en las Chivas Rayadas del Guadalajara y se retiró con los Leones Negros.
Fue mundialista con México en la Copa Mundial de Fútbol de 1986.

## Trayectoria

### Futbolista
Hijo de Fausto Quirarte, exjugador de las Chivas Rayadas del Guadalajara, Fernando Quirarte creció dentro de la institución jugando desde las fuerzas básicas. 
Debutó en la Temporada 1973-1974 y fue Campeón con las Chivas Rayadas en la Temporada 1986-1987.
Jugó las Temporadas 1987-1988 y 1988-1989, con los Rojinegros del Atlas. 
Terminó su carrera con los Leones Negros en la Temporada 1989-1990.

### Entrenador
Quirarte formó parte del cuerpo técnico de Bora Milutinović en la Selección de fútbol de México, incluida la selección Sub-23 que participó en los Juegos Olímpicos de Atlanta 1996.

#### Santos Laguna
Dirigió a Club Santos Laguna del Invierno 1999 al Verano 2002. Con los Guerreros llegó a seis liguillas seguidas, disputando en cuatro ocasiones las Semifinales y accediendo a dos Finales, consiguiendo un subcampeonato (Verano 2000, perdiendo ante Toluca) y el título del Verano 2001, luego de vencer a Club de Fútbol Pachuca por marcador global de 4-3.
Quirarte es considerado por muchos aficionados, el mejor director técnico en la historia del Club Santos Laguna.

#### Atlas
Dirigió a los Rojinegros del Atlas del Apertura 2002, hasta la Jornada 7 del Apertura 2003.

#### Chiapas
El 5 de abril de 2005, Fernando Quirarte (Eduardo Ramos y Víctor Rangel –auxiliares– y Axel Bierbaum –preparador físico–) fue presentado como nuevo estratega de Jaguares de Chiapas, en sustitución de Antonio Mohamed. 
El 12 de septiembre de 2005, la directiva de Jaguares informó el cese del "Sheriff" tras los pobres resultados obtenidos en el inicio del Apertura 2005 (4 de 21 puntos).

#### C. D. Guadalajara
El 3 de octubre de 2011, fue nombrado entrenador del Guadalajara (acompañado de Sergio Lugo, como auxiliar), en lugar de José Luis Real. 
Con el "Sheriff" al mando, Chivas finalizó el Apertura 2011 en la primera posición de la tabla general, al sumar 30 puntos. En 4tos. de final se enfrentó a Querétaro FC; en el juego de ida, celebrado en el Estadio Corregidora, los Gallos Blancos vencieron 2-1 a las Chivas Rayadas y en la vuelta, en el Estadio Omnilife empataron 0-0.
Renunció al cargo después de dirigir tan solo 3 Jornadas del Clausura 2012. 

## Clubes

### Futbolista
| Club          | País   | Año       |
| ------------- | ------ | --------- |
| Guadalajara   | México | 1973-1987 |
| Atlas         | México | 1987-1989 |
| Leones Negros | México | 1989-1990 |

### Entrenador
| Club                | País   | Año       |
| ------------------- | ------ | --------- |
| Club Santos Laguna  | México | 1999-2002 |
| Atlas               | México | 2002-2003 |
| Jaguares de Chiapas | México | 2005      |
| Guadalajara         | México | 2011-2012 |

| Predecesor: Juan de Dios Castillo | Entrenador de Club Santos Laguna 1999-2002 | Sucesor: Luis Fernando Tena |
| Predecesor: Enrique Meza          | Entrenador de Atlas 2002-2003              | Sucesor: Sergio Bueno       |
| Predecesor: Antonio Mohamed       | Entrenador de Jaguares de Chiapas 2005     | Sucesor: Luis Fernando Tena |
| Predecesor: José Luis Real        | Entrenador del C. D. Guadalajara 2011-2012 | Sucesor: Ignacio Ambriz     |

#### Estadísticas
| Club                | País   | Liga | Liga | Liga | Liga | Liga | Liga | Copas nacionales | Copas nacionales | Copas nacionales | Copas nacionales | Copas nacionales | Copas nacionales | Internacionales * | Internacionales * | Internacionales * | Internacionales * | Internacionales * | Internacionales * | Pre Pre-Libertadores | Pre Pre-Libertadores | Pre Pre-Libertadores | Pre Pre-Libertadores | Pre Pre-Libertadores | Pre Pre-Libertadores | Totales | Totales | Totales | Totales | Totales | Totales | Totales | Totales |  |
| Club                | País   | P    | G    | E    | D    | GF   | GC   | P                | G                | E                | D                | GF               | GC               | P                 | G                 | E                 | D                 | GF                | GC                | P                    | G                    | E                    | D                    | GF                   | GC                   | P       | G       | E       | D       | %       | GF      | GC      | DG      |  |
| ------------------- | ------ | ---- | ---- | ---- | ---- | ---- | ---- | ---------------- | ---------------- | ---------------- | ---------------- | ---------------- | ---------------- | ----------------- | ----------------- | ----------------- | ----------------- | ----------------- | ----------------- | -------------------- | -------------------- | -------------------- | -------------------- | -------------------- | -------------------- | ------- | ------- | ------- | ------- | ------- | ------- | ------- | ------- |  |
| Club Santos Laguna  | México | 119  | 50   | 32   | 37   | 222  | 193  | -                | -                | -                | -                | -                | -                | 12                | 8                 | 1                 | 3                 | 27                | 17                | -                    | -                    | -                    | -                    | -                    | -                    | 131     | 58      | 33      | 40      | 53%     | 249     | 210     | +49     |  |
|                     |        |      |      |      |      |      |      |                  |                  |                  |                  |                  |                  |                   |                   |                   |                   |                   |                   |                      |                      |                      |                      |                      |                      |         |         |         |         |         |         |         |         |  |
| Atlas               | México | 47   | 15   | 12   | 20   | 67   | 68   | -                | -                | -                | -                | -                | -                | -                 | -                 | -                 | -                 | -                 | -                 | 2                    | 0                    | 0                    | 2                    | 0                    | 5                    | 49      | 15      | 12      | 22      | 38.77%  | 67      | 73      | -6      |  |
|                     |        |      |      |      |      |      |      |                  |                  |                  |                  |                  |                  |                   |                   |                   |                   |                   |                   |                      |                      |                      |                      |                      |                      |         |         |         |         |         |         |         |         |  |
| Jaguares de Chiapas | México | 13   | 4    | 4    | 5    | 18   | 22   | -                | -                | -                | -                | -                | -                | -                 | -                 | -                 | -                 | -                 | -                 | -                    | -                    | -                    | -                    | -                    | -                    | 13      | 4       | 4       | 5       | 41%     | 18      | 22      | -4      |  |
|                     |        |      |      |      |      |      |      |                  |                  |                  |                  |                  |                  |                   |                   |                   |                   |                   |                   |                      |                      |                      |                      |                      |                      |         |         |         |         |         |         |         |         |  |
| C. D. Guadalajara   | México | 11   | 3    | 4    | 4    | 14   | 14   | -                | -                | -                | -                | -                | -                | -                 | -                 | -                 | -                 | -                 | -                 | -                    | -                    | -                    | -                    | -                    | -                    | 11      | 3       | 4       | 4       | 39.39%  | 14      | 14      | 0       |  |
|                     |        |      |      |      |      |      |      |                  |                  |                  |                  |                  |                  |                   |                   |                   |                   |                   |                   |                      |                      |                      |                      |                      |                      |         |         |         |         |         |         |         |         |  |

P = Partidos; G = Ganados;  E = Empatados; D = Derrotas; Pos = Posición; GF = Goles Anotados; GC = Goles Recibidos; DG = Diferencia de goles

* Copa Merconorte y Liga de Campeones de CONCACAF.

## Palmarés

### Futbolista
| Categoría                  | Título              | Club        | País   |
| -------------------------- | ------------------- | ----------- | ------ |
| Primera División de México | Temporada 1986-1987 | Guadalajara | México |

### Entrenador
| Categoría                  | Título      | Club               | País   |
| -------------------------- | ----------- | ------------------ | ------ |
| Primera División de México | Verano 2001 | Club Santos Laguna | México |

## Selección nacional de México
|                    | PJ | Minutos | Goles | Asistencias | Periodo   |
| ------------------ | -- | ------- | ----- | ----------- | --------- |
| Selección Mexicana | 45 | ND      | 5     | ND          | 1984-1988 |

ND = no disponible

### Participación en Copa del Mundo
| Mundial                        | Sede   | Resultado        | Partidos | Goles |
| ------------------------------ | ------ | ---------------- | -------- | ----- |
| Copa Mundial de Fútbol de 1986 | México | Cuartos de final | 5        | 2     |

| Fecha       | Estadio                                         | Encuentro        | Resultado |
| ----------- | ----------------------------------------------- | ---------------- | --------- |
| 3 de junio  | Estadio Azteca, Coyoacán                        | Fecha 1          | 1-2       |
| 7 de junio  | Estadio Azteca, Coyoacán                        | Fecha 2          | 1-1       |
| 11 de junio | Estadio Azteca, Coyoacán                        | Fecha 3          | 0-1       |
| 15 de junio | Estadio Azteca, Coyoacán                        | Octavos de final | 2-0       |
| 21 de junio | Estadio Universitario, San Nicolás de los Garza | Cuartos de final | 0-0 *     |

* Alemania Federal ganó 4-1 en tanda de penales.

#### Goles en Copa del Mundo
| Fecha       | Rival   | Gol | Resultado | Competencia |
| ----------- | ------- | --- | --------- | ----------- |
| 3 de junio  | Bélgica |     | 1-2       | México 1986 |
| 11 de junio | Irak    |     | 0-1       | México 1986 |